# Torck (geslacht)

Familiewapen

Torck is een oud Marks, later: Gelders adellijk geslacht dat in 1902 uitstierf.

## Geschiedenis
De stamreeks begint met Lubbert Torck, heer op zur Brüggen, ridder, drost van Unna (1460-1467) en raad van de hertog van Kleef. Zijn zoon was kastelein van Willem van Egmond op kasteel Buren. Vele nakomelingen waren lid van ridderschappen.
In 1813 werd Assueer Torck de Rosendael baron de l'Empire. In 1822 werd voor de afstammelingen van wijlen Reinhard Jan Christiaan Torck (1775-1810) erkend de titel van baron. Het geslacht stierf in 1902 uit.

## Enkele telgen

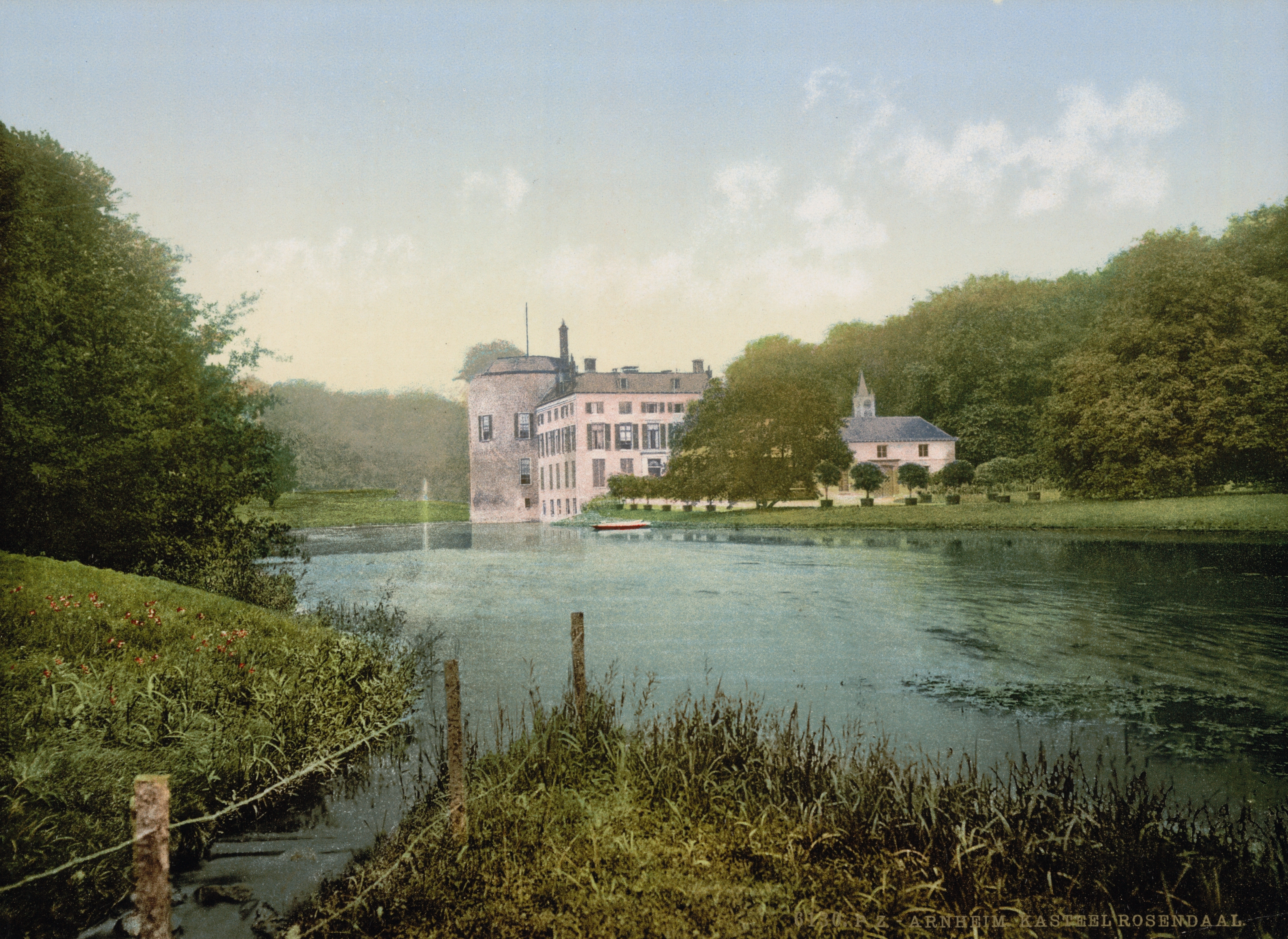
Rosendael, ca. 1890-1900

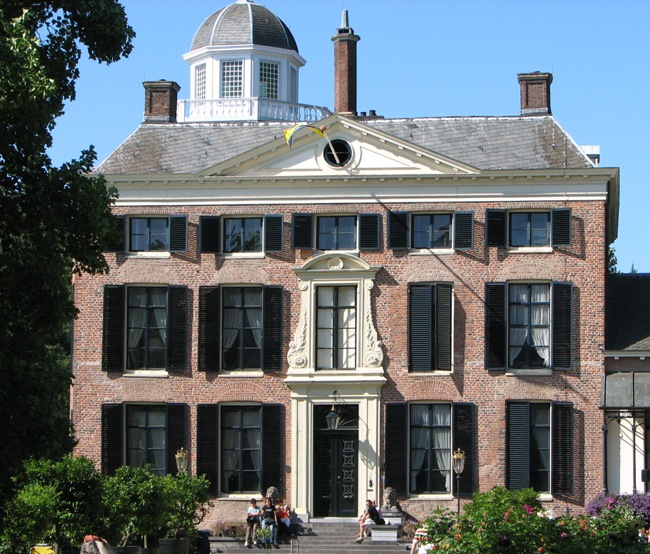
Kasteel Rosendael

Lubbert Torck, heer op zur Brüggen, ridder, drost van Unna (1460-1467) en raad van de hertog van Kleef
- Godert Torck, heer op zur Brüggen († 1507), raad en hofmaarschalk van de hertog van Kleef, sneuvelde in de strijd tegen de Geldersen
  - Lubbert Torck, heer van Hemert en Sinderen († tussen 1546 en 1548), Gelders bevelhebber te Harderwijk; trouwde in [1516] met Hadewij (Heilwig) [de Cocq] van Hemert († in of kort voor 1548), vrouwe van Hemert, Sinderen en Delwijnen
    - Frederick Torck, heer van Hemert en Sinderen († 1559), onder andere drost van Wageningen
      - Lubbert Torck, heer van Hemert († 1586), commandeur van Grave, onthoofd vanwege het te vroeg overgeven van Grave
        - Lubbert Torck († 1644), drost van Wageningen
          - Lubbert Torck († 1672), drost van Wageningen
            - Assueer Torck, heer van Vanenburg (1656-1698), raad en rekenmeester van Gelderland; trouwde in 1686 met baronesse Anna Maria Ripperda (1666-1739), vrouwe van Petcum, Beurse (bij Meddo, ook geheten De Buurse) en Heerjansdam
              - Lubbert Adolph Torck, heer van Rosendael (1687-1758), burgemeester van Wageningen
              - Frederik Willem Torck, heer van Heerjansdam (en Harsselo) (1691-1761), onder andere raad en rekenmeester van Gelderland, Brabants hoogschout te Maastricht, hoogschout van de Vroenhof (1734-1754)
                - Assueer Jan Torck, heer van Rosendael (door erfenis), Duivenvoorde, Voorschoten, Veur, Heerjansdam, Petcum, Harsselo, Wilp, de Heeg en Verwolde (1733-1793), onder andere burgemeester van Wageningen, Brabants hoogschout te Maastricht en hoogschout van de Vroenhof (1754-1793)
                  - Reinhard Jan Christiaan Torck, heer van Rosendael (1775-1810)
                    - Henriette Jeanne Adelaïde barones Torck (1802-1877), dame du palais van koningin Sophie; trouwde in 1824 met Adolf Werner Carel Willem baron van Pallandt, heer van Keppel, Barlham, Voorst, Hagen en Wolfswaard (1802-1874), kamerheer, lid ridderschap en provinciale staten van Gelderland
                      - mr. Reinhard Jan Christiaan baron van Pallandt (1826-1899), burgemeester van Rozendaal; trouwde in 1854 met zijn nicht Ada Catharina barones Torck, vrouwe van Rosendael en Petcum (1835-1902)

                    - mr. Assueer Lubbert Adolf baron Torck, heer van Rosendael en Petcum (1806-1842), lid provinciale en gedeputeerde staten van Gelderland
                      - Ada Catharina barones Torck, vrouwe van Rosendael en Petcum (1835-1902), laatste telg van het geslacht Torck; trouwde in 1854 met haar neef mr. Reinhard Jan Christiaan baron van Pallandt (1826-1899), burgemeester van Rozendaal